# John Galsworthy
John Galsworthy (Coombe, Surrey, 14 de agosto de 1867 — Londres, 31 de janeiro de 1933) foi um novelista e dramaturgo Britânico. Sua obras mais notáveis incluem The Forsyte Saga (1906-1921) e suas sequelas, A Modern Comedy e End of the Chapter.
Ele ganhou o Prêmio Nobel de Literatura em 1932 devido à "sua distinta arte de narração que assume a sua forma mais elevada em Forsyte Saga".

## Vida
Nascido em uma próspera família de classe média alta, Galsworthy estava destinado a uma carreira como advogado, mas achou desagradável e se voltou para a escrita. Ele tinha trinta anos quando seu primeiro livro foi publicado em 1897 e não alcançou sucesso real até 1906, quando The Man of Property, o primeiro de seus romances sobre a família Forsyte foi publicado. No mesmo ano, sua primeira peça, The Silver Box, foi encenada em Londres. Como dramaturgo, tornou-se conhecido por peças com uma mensagem social, refletindo, entre outros temas, a luta dos trabalhadores contra a exploração, o uso do confinamento solitário nas prisões, a repressão às mulheres, o chauvinismo e a política e moralidade da guerra.
A série de romances e contos da família Forsyte conhecida coletivamente como The Forsyte Chronicles é semelhante em muitos aspectos à família de Galsworthy, e o patriarca, Old Jolyon, é modelado no pai de Galsworthy. A sequência principal vai do final do século 19 ao início dos anos 1930, apresentando três gerações da família. Os livros eram populares quando publicados pela primeira vez e sua popularidade nos últimos dias aumentou consideravelmente quando a BBC Television transmitiu uma adaptação em 26 partes para o centenário do autor em 1967.
Além de escrever peças e romances com mensagens sociais, Galsworthy fez campanha continuamente por uma ampla gama de causas sobre as quais ele se sentia fortemente, desde o bem-estar animal até a reforma prisional, censura e direitos dos trabalhadores. Embora visto por muitos como um radical, ele não pertencia e não apoiava nenhum partido político. Suas peças raramente são revividas, mas seus romances têm sido frequentemente reeditados.

## Leitura selecionada
- From the Four Winds, 1897 (as John Sinjohn)
- Jocelyn, 1898 (as John Sinjohn)
- Villa Rubein, 1900 (as John Sinjohn)
- A Man of Devon, 1901 (as John Sinjohn)
- The Island Pharisees, 1904
- The Silver Box, 1906 (his first play)
- The Forsyte Saga, 1906–21, 1922
  - The Man of Property, 1906
  - (interlude) Indian Summer of a Forsyte, 1918
  - In Chancery, 1920
  - (interlude) Awakening, 1920
  - To Let, 1921
- The Country House, 1907
- A Commentary, 1908
- Fraternity, 1909
- A Justification for the Censorship of Plays, 1909
- Strife, 1909
- Fraternity, 1909
- Joy, 1909
- Justice, 1910
- A Motley, 1910
- The Spirit of Punishment, 1910
- Horses in Mines, 1910
- The Patrician, 1911
- The Little Dream, 1911
- The Pigeon, 1912
- The Eldest Son, 1912
- Moods, Songs, and Doggerels, 1912
- For Love of Beasts, 1912
- The Inn of Tranquillity, 1912
- The Dark Flower, 1913
- The Fugitive, 1913
- The Mob, 1914
- The Freelands, 1915
- The Little Man, 1915
- A Bit's Love, 1915
- A Sheaf, 1916
- The Apple Tree, 1916
- Beyond, 1917
- Five Tales, 1918
- Saint's Progress, 1919
- Addresses in America, 1912
- The Foundations, 1920
- In Chancery, 1920
- Awakening, 1920
- The Skin Game, 1920
- To Let, 1920
- A Family Man, 1922
- The Little Man, 1922
- Loyalties, 1922
- Windows, 1922
- Captures, 1923
- Abracadabra, 1924
- The Forest, 1924
- Old English, 1924
- The Show, 1925
- Escape, 1926
- Verses New and Old, 1926
- Castles in Spain, 1927
- A Modern Comedy, 1924–1928, 1929
  - The White Monkey, 1924
  - (Interlude) A Silent Wooing, 1927
  - The Silver Spoon, 1926
  - (Interlude) Passers By, 1927
  - Swan Song, 1928
- Two Forsyte Interludes, 1927
- The Manaton Edition, 1923–26 (collection, 30 vols.)
- Exiled, 1929
- The Roof, 1929
- On Forsyte 'Change, 1930
- Two Essays on Conrad, 1930
- Soames and the Flag, 1930
- The Creation of Character in Literature, 1931 (The Romanes Lecture for 1931).
- Maid in Waiting, 1931
- Forty Poems, 1932
- Flowering Wilderness, 1932
- Over the River, 1933
- Autobiographical Letters of Galsworthy: A Correspondence with Frank Harris, 1933
- The Grove Edition, 1927–34 (collection, 27 Vols.)
- Collected Poems, 1934
- End of the Chapter, 1931–1933, 1934 (posthumously)
  - Maid in Waiting, 1931
  - Flowering Wilderness, 1932
  - One More River, 1933 (originally the English edition was called Over the River)
- Punch and Go, 1935
- The Life and Letters, 1935
- The Winter Garden, 1935
- Forsytes, Pendyces and Others, 1935
- Selected Short Stories, 1935
- Glimpses and Reflections, 1937
- Galsworthy's Letters to Leon Lion, 1968
- Letters from John Galsworthy 1900–1932, 1970